# Lilly Harpers dröm
Lilly Harpers dröm (engelska: I'll Fly Away) är en amerikansk dramaserie från 1991-1993.
Serien handlar om två familjer i en liten stad i Georgia under åren 1958-1960. Familjen Bedford är vit medelklass medan familjen Harper är en fattig svart familj. Lilly Harper tar anställning som hembiträde i familjen Bedford.

## Rollista (urval)
- Sam Waterston - Forrest Bedford
- Jeremy London - Nathan Bedford
- Regina Taylor - Lily Harper

### Fotnoter
1. ↑  Jessica Kempe (9 augusti 1993). ”Lilly Harper - fullkomlig som en ikon”. Dagens nyheter. http://www.dn.se/arkiv/kultur/lilly-harper-fullkomlig-som-en-ikon/. Läst 9 januari 2017.